# 渡邉勝正
渡邉 勝正（わたなべ かつまさ、1940年 - ）は、日本の数理工学・情報処理学の研究者。奈良先端科学技術大学院大学名誉教授。

## 経歴
出生から修学期
1940年生まれ。京都市立堀川高等学校を卒業後、京都大学工学部数理工学科に進学。1963年に卒業し、同大学院(数理工学専攻)に進んだ。在学中は萩原宏研究室で学んだ。1969年に博士課程を修了。 
数理工学研究者として
1968年、母校の京都大学工学部数理工学科の助手に採用された。1969年、学位論文『Compiler Compilerに関する研究』を京都大学に提出して工学博士号を取得。同情報工学科助教授を経て、1978年より福井大学工学部教授。1993年、奈良先端科学技術大学院大学情報科学研究科教授。2006年、京都情報大学院大学教授に就いた。2021年9月、京都情報大学院大学教授を退任。また、一般社団法人情報処理学会フェロー。

## 受賞・栄典
- 2021年：瑞宝中綬章受章[5][6]

## 著作
研究論文
- 渡邉勝正・井上晶広・蔵川圭・中西正樹・山下茂 2005「拡張に適したアクティブソフトウェアの設計解析法」日本ソフトウェア科学会 ,第22回全国大会(Sep.2005) 1C-3.
- N. Nakai, M. Nakanishi, S. Yamashita, K. Watanabe,2005 Reconfigurable 1-Bit Processor Array with Reduced Wirng Area,  Proc. International Conference on Engineering of Reconfigurable Systems and Algorithms (ERSA 2005), 2005, 6, p.225-231.
- 渡邉勝正・井上晶広・伴野充・蔵川圭・中西正樹・山下茂2005「能動関数によるアサーション検証設計」コンピュータソフトウェア、Vol.22, No.3, 2005, 7, p.76-91.
- Y. Murakami, M. Nakanishi, S. Yamashita, K. Watanabe,2005, Quantum versus Classical Pushdown Automata in Exact Computation, Journal of IPSJ, Vol.45, No.10, 2005, 10, p.2471-2480.
- M. Tomono, M. Nakanishi, S. Yamashita, and K. Watanabe, Event-Oriented Computing with Reconfigurable Platform, In Proc. of the 10th Asia and South Pacific Design Automation Conference (ASP-DAC 2005), pp. 1248-1251, January 2005.
- S. Yamashita, M. Nakanishi, and K. Watanabe, Toward a Practical Environment for Quantum Programming,  Proc. of Asia-Pacific Conference on Quantum Information Science 2004,  December 2004.
- 井上晶広・蔵川圭・中西正樹・渡邉勝正「コンポーネントベース開発のためのアプリケーションフレームワーク」情報科学技術レターズ 2004 vol3，pp.9-11，2004年8月.
- 桑川栄一・渡邉勝正「平面プラン作成支援における設計資産の活用～建築平面プランを対象として～」情報処理学会 2005年情報学シンポジウム 講演論文集, pp.47-52、2005年1月.
- 岡崎篤也・山下茂・中西正樹・渡邉勝正「マイクロプロセッサ、ノード端末、コンピュータシステム, 及びプログラム実行証明方法」特願2005-013190.
- 小林さとみ・中西正樹・渡邉勝正「携帯機器に多言語のリソースを安定的に供給出来るネットワークサービス」2005年情報学シンポジウム講演論文集, pp81-86,2005年1月.
- 中井伸郎・中西正樹・山下茂，渡邉勝正「配線リソースを考慮した再構成可能 1bit プロセッサアレイ」情報処理学会研究報告，2005-SLDM-118, pp. 7-12, 2005年1月.
- 渡邉勝正・井上晶広・山田洋平・中西正樹・山下茂「ソフトウェアの自己変更を支援する機構について」電子情報通信学会 ソフトウェアサイエンス研究会 信学技報 SS2004-34 pp. 1-6，(2004-11).